# ゼロ円ハウス
ゼロ円ハウス（ぜろえんはうす、Zero Yen House）は、日本の建築家であり芸術家である坂口恭平による、日本のホームレスの人々の建築にインスピレーションを得た展覧会。 
早稲田大学建築学科を卒業した坂口は、学生時代に「自力建築」に興味を持ち、その後、東京、大阪、名古屋の各都市でホームレスによって作られた仮設建築物を紹介   。2004年に、これらの家の写真を多数掲載した本、 『Zero Yen Houses』を出版 。 
展示会で展示されたのはビデオ映像、スケッチ、大型インクジェット印刷物、ゼロ円ハウスの詳細な建築図面、フルスケールで進化型ハウスと題する構造体のレプリカ （元は東京の、無名カメラエンジニアによって造られた）  など。 
坂口氏は、ゼロ円ハウスを日本の伝統的現象、伝統的な日本の仏教の修行に根ざしているとしている 。 